# Stora Skedvi landskommun
Stora Skedvi landskommun var en kommun i Kopparbergs län.

## Administrativ historik
Kommunen inrättades i Stora Skedvi socken i Dalarna när 1862 års kommunalförordningar trädde i kraft 1863. 
Kommunreformen 1952 lämnade landskommunen opåverkad.
Den 1 januari 1950 (enligt beslut den 17 december 1948) överfördes till Stora Skedvi från Säters landskommun fastigheten Kolarbo med 28 invånare och omfattande en areal av 0,818 kvadratkilometer, varav 0,817 land.
Landskommunen uppgick 1971 i Säters kommun.
Kommunkoden 1952-1970 var 2006.

### Kyrklig tillhörighet
I kyrkligt hänseende tillhörde kommunen Stora Skedvi församling.

## Kommunvapen
Blasonering: I blått fält en av vågskuror bildad bjälke, åtföljd ovanför av tre ax och nedanför av tre tallkottar, allt av guld.
Vapnet antogs 1945.

## Geografi
Stora Skedvi landskommun omfattade den 1 januari 1952 en areal av 221,22 km², varav 205,52 km² land.

### Tätorter i kommunen 1960
I Stora Skedvi landskommun fanns den 1 november 1960 ingen tätort. Tätortsgraden i kommunen var då alltså 0,0 procent.

## Politik

### Mandatfördelning i valen 1938-1966
| 5 | 18 | 2 |

| 24 |

| 7 | 15 | 3 |

| 22 |

| 7 | 15 | 3 |

| 23 |

| 7 | 12 | 4 | 2 |

| 23 |

| 8 | 10 | 4 | 3 |

| 23 |

| 7 | 12 | 3 | 3 |

| 22 |

| 8 | 12 | 2 | 3 |

| 21 | 4 |

| 7 | 12 | 2 |  | 3 |

| 22 |